# Grönåsens älgpark

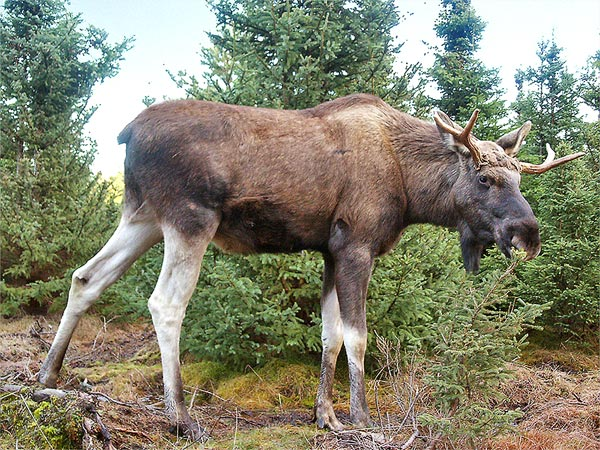
Älgen Gustav i älgparken.

Grönåsen Älg- & Lantdjurspark är en av Sveriges största älgparker. Den ligger i Kosta i Lessebo kommun i Kronobergs län.
Besökare kan följa en 1 300 meter lång väg runt ett skogshägn, där flera älgar lever. I parken ses också svin, getter, höns, kaniner och hästar. Det finns en stor souvenirshop fullspäckad med älg- saker, närproducerat honung, sylter, senap mm. Försäljning av älgkorvar, rökt skinka. Man kan köpa fika eller älgkorv med bröd att grilla i den stora grillhyddan.